# Speranza A113
Der Speranza A113 ist ein PKW-Modell der ägyptischen Automarke Speranza und wurde in Lizenz des Chery A1 in Kairo gebaut. Der A113 ist ein Kleinwagen.
Der fünftürige Kleinwagen hat eine Zentralverriegelung (mit Fernbedienung), elektronische Fensterheber vorne und hinten, Klimaanlage mit Luftfilter (Halbautomatik), ABS, Nebelleuchten, Scheibenheizung und beheizbare Außenrückspiegel bereits als Serienausstattung, doch kann die reichhaltige Ausstattung nicht über die Sicherheitsmängel des A113 hinwegtäuschen. Es fehlen Airbags und auch ein Seitenaufprallschutz ist nicht gegeben. 
Erhältlich ist der Speranza A113 bislang nur mit einem 82 PS starken Vierzylinder-Ottomotor (16-Ventiler DOHC), der einen Hubraum von 1297 cm³ aufweist. Die Höchstgeschwindigkeit liegt bei 156 km/h. 
Das Fahrzeug ist 3700 mm lang, 1578 mm breit und 1527 mm hoch. Das Leergewicht ist mit 1040 kg angegeben.